# Wifredo II de Cerdaña
Wifredo II de Cerdaña (? 970-San Martín del Canigó 1050) fue Conde de Cerdaña (988-1035) y, como Wifredo I de Berga, conde de Berga (1003-1035).
Heredó el condado de Cerdaña de su padre en 988 cuando éste decidió hacerse monje en Montecassino, quedando su madre como regente entre 988 y 994. Asimismo recibió el condado de Berga en 1003 cuando su hermano Oliva también se hizo monje.
Participó activamente en la consagración de iglesias y monasterios como el de San Martín del Canigó fundado por él en 1007 y consagrado en 1009. Luchó por independizarse del obispado de Urgel pese a la resistencia del obispo de la Seo de Urgel, que más tarde será reconocido por la iglesia como santo, ( Ermengol de Urgel).
En 1023, llegó a un acuerdo de concordia ente el conde de Barcelona y el de Besalú.
En 1035 se retiró al monasterio de San Martín del Canigó profesando como monje y murió en 1050.

## Familia
Hijo del conde Oliba Cabreta y Ermengarda de Ampurias. Hermano de los condes Bernardo I de Besalú y del abad Oliba. 
Se casó con Guisla de Pallars, con la que tuvo a:
- Ramón I de Cerdaña (1035-1068), conde de Cerdaña
- Guifré de Cerdaña (f. 1079), arzobispo de Narbona
- Berenguer de Cerdaña (f. 1053), obispo de Elna
- Ardoino de Cerdaña (f. 1050)
- Guillem Guifré (f. 1075), obispo de Urgel
- Bernardo I de Berga (f. 1050), conde de Berga
- Berenguer Guifré (f. 1093), conde de Berga y obispo de Gerona
- Fé de Cerdaña, casada con Hugo I de Rouergue